# Grab (informatyka)
Grab – narzędzie w systemie macOS do sporządzania zrzutów ekranu. Obsługuje przechwytywanie zaznaczonego obszaru, całego okna i całego ekranu, a także zrzutów czasowych. 
Program po raz pierwszy pojawił się w OpenStep i NeXTStep, a następnie był preinstalowany przez Apple na macOS do wersji 10.13 (High Sierra). Został zastąpiony przez narzędzie Screenshot w macOS 10.14.

## macOS
W systemie MacOS w wersji 10.13 i wcześniejszych Grab znajduje się w katalogu Narzędzia, który jest podkatalogiem katalogu Aplikacje. Można go szybko otworzyć za pomocą funkcji Spotlight podczas wpisywania grab lub naciskając ⌘ Cmd+⇧ Shift+G i wpisując /Applications/Utilities/Grab.app w Finderze aplikacji. Wcześniej można było znaleźć go także w menu Findera w obszarze Usługi > Grab. Począwszy od wersji Mac OS X 10.4, program Podgląd miał podmenu (Wykonaj zrzut ekranu) w menu Plik, z zaznaczeniem, oknem i zrzutem czasowym. w nowszych wersjach systemu macOS. 
Grab zapisuje zrzuty ekranu w formacie Tagged Image File Format (TIFF). W systemie macOS można również zapisywać zrzuty ekranu bezpośrednio na pulpicie w formacie PDF (wcześniejsze wersje macOS) lub w formacie PNG (nowsze wersje), używając klawiszy pokazanych poniżej. Z powodów DRM nie można korzystać z tego oprogramowania, gdy program DVD Player jest otwarty. 
Grab pomaga określić rozmiar elementu na ekranie. Po użyciu funkcji wyboru i przechwyceniu ekranu można wybrać z menu Inspektora lub nacisnąć ⌘ Cmd+1   (lub ⌘ Cmd+I); pojawi się okno dialogowe z wymiarami wybranego obszaru. 

## Opcje przechwytywania
- Zaznaczenie – wykonuje zdjęcie wybranej części ekranu[3].
- Okno – robi zdjęcie wybranego okna[3].
- Ekran – robi zdjęcie całego ekranu[3].
- Czasowy – ekran pozwala użytkownikowi uruchomić minutnik i aktywować część ekranu (np. Menu), a następnie zrobić zdjęcie ekranu[3].

## Skróty
| Akcja                                         | Skrót |
| --------------------------------------------- | --- |
| Zrób zdjęcie całego ekranu                    | ⌘ Cmd+⇧ Shift+3 (Przytrzymanie Ctrl zapisuje obraz do schowka zamiast do pliku na dysku). |
| Zrób zdjęcie części ekranu                    | ⌘ Cmd+⇧ Shift+4, a następnie przeciągnij, aby wybrać żądany obszar na obrazie. (Przytrzymanie Ctrl zapisuje obraz do schowka). Escape anuluje procedurę.                                                                        |
| Zrób zdjęcie okna, menu, paska menu lub Docku | Naciśnij ⌘ Cmd+⇧ Shift+4, a następnie naciśnij spację. Przesuń wskaźnik na żądany obszar, aby był podświetlony, a następnie kliknij. Aby przeciągnąć, aby zaznaczyć obszar, naciśnij ponownie spację. Escape anuluje procedurę. |